# Diacorixites
Diacorixites is een geslacht van wantsen uit de familie van de Corixidae (Duikerwantsen). Het geslacht werd voor het eerst wetenschappelijk beschreven door Popov in 2019.

## Soorten
Het genus bevat de volgende soort:

- Diacorixites szwedoi Popov, 2019